# Notophthiracarus bicarinatus
Notophthiracarus bicarinatus är en kvalsterart som beskrevs av Wojciech Niedbała 200. Notophthiracarus bicarinatus ingår i släktet Notophthiracarus och familjen Phthiracaridae. Inga underarter finns listade i Catalogue of Life.